# Udělalo se nám jasno
Udělalo se nám jasno (2002) je druhé album skupiny Mig 21. Obsahuje čtrnáct skladeb, jejichž délka v součtu dosahuje 40:22.

## Obsah alba
Na disku jsou tyto skladby:
1. „Tančím“
2. „Nocí půjdu sám“
3. „Malotraktorem“
4. „Jasno“
5. „O té kráse“
6. „V Litoměřicích“
7. „Petra a Gábina“
8. „Periferním pohledem“
9. „Tančili čile“
10. „Poslechni si pravdu“
11. „Onanovat“
12. „Koně“
13. „Tát začal sníh“
14. „Jestli jsem šťastnej“